# 자치입법
자치입법(自治立法)이란 조례와 규칙 및 교육규칙 등 지방의회가 법령이 정하는 절차에 따라 정하는 조례를 말한다.
이처럼 자치법규에는 지방 자치 단체가 자치 입법권에 기초하여 법령의 범위 안에서 제정한 자치에 관한 규정으로 조례, 규칙등이 있게된다.

## 조례
조례(條例)는 지방 자치 단체가 법령의 범위 안에서 지방 의회의 의결을 거쳐 그 지방의 사무에 관하여 제정하는 법을 말한다. 성문법인 자치법규의 하위개념이다.

## 규칙
규칙(規則)은 지방자치단체의 장이 법령 또는 조례가 위임한 범위 안에서 그 권한에 관해서 제정하는 법을 말하며, 규칙제정권의 범위는 자치단체장의 권한에 속하는 모든 사무를 말한다.

## 교육규칙
교육감이 법령이나 조례의 위임 또는 직권으로 정하는 규칙을 말한다.

## 자치입법의 근거
자치입법에 관련된 근거 법령으로는 대한민국 헌법, 대한민국 지방자치법, 지방교육자치에 관한 법률, 행정규제법, 행정절차법, 법제업무운영규정, 지방재정법, 의회규칙, 의회위원회조례 등이 있으며 입법과정을 거쳐서 자치법규가 만들어지며 공포절차를 통해서 효력을 가진다.

## 참고 문헌
- 오용식, 오 법제관의 친절한 자치입법 강의, 더존테크윌,  2013. ISBN 9788993657883
- 백승주, 행정입법과 자치입법론, 법원사, 2012. ISBN 9788991512788
- [참고](법제처-자치입법실무 생활법령과 연구및교육자료 및 지방자치법 해설) http://moleg.go.kr/FileDownload.mo?flSeq=40655